# Alberto Carnero
Alberto Carnero Fernández (* 31. Dezember 1962 in Madrid) ist ein spanischer Diplomat im Ruhestand.

## Bildung
- 1986 Bachelor of Laws der Universität Complutense Madrid.
- 1987 Diplomand für Internationale Beziehungen der Diplomatischen Schule von Madrid
- 1999 Diplomand der höheren Studien der nationalen Verteidigung des Centro Superior de Estudios de la Defensa Nacional, Madrid.

## Leben
Im Oktober 1987 wurde er Praktikant im auswärtigen Dienst, im März 1988 wurde er im Außenministerium beschäftigt und im April 1988 nach Monrovia (Liberia) gesandt.
Ab Juni 1990 war er Konsul in Manila (Philippinen).
Ab April 1993 wurde er in Bonn (Deutschland) beschäftigt, wo er zum Gesandtschaftsrat ernannt wurde.
Im Juli 1997 wurde er Bürovorsteher von José María Aznar damals Ministerpräsident.
Er war Mitglied eines Beirats für die Beziehungen zu den Regierungen Mitteleuropas und Russlands sowie für internationale Sicherheitsfragen zuständig
Von Mai 2000 bis Juli 2002 leitete er die Abteilung Ibero-Amerika. Von Juli 2002 bis April 2004 leitete er die Sicherheit im Büro von José María Aznar. Ab April 2004 im Kabinett Zapatero I war er beratendes Mitglied im Technischen Büro des Staatssekretärs im Außenministerium.
Von September 2006 bis Januar 2012 war er beurlaubt und dirigierte den internationalen Bereich der Fundación para el Análisis y los Estudios Sociales (FAES) eine der Partido Popular (Spanien) nahen Stiftung.
Von Januar 2012 bis Mai 2013 war er Bürovorsteher von José Manuel García-Margallo damals Außenminister.
Von 18. Mai 2013 bis 21. Juli 2017 war er Botschafter in Wien.

## Kaffee mit Evo Morales in Wien
Am 2. Juli 2013 wurde die Dassault Falcon 900 mit Evo Morales auf dem Flughafen Wien-Schwechat aufgetankt. Der ursprüngliche Flugplan Flughafen Moskau-Scheremetjewo nach Flughafen Lima war international koordiniert sabotiert worden, da Edward Snowden an Bord vermutet wurde. Alberto Carnero Fernández eilte zum Flughafen und bekundete Interesse, mit Evo Morales eine Tasse Kaffee an Bord der Fuerza Aérea Boliviana 001 zu trinken.
Von 13. Oktober 2017 bis 7. September 2018 war er Botschafter in Peking.
| Vorgänger                    | Amt                                                                        | Nachfolger                         |
| ---------------------------- | -------------------------------------------------------------------------- | ---------------------------------- |
| Jaime Lacadena Higuera       | Leiter der Abteilung Iberoamerika im spanischen Außenministerium 2000–2002 | Eduardo Gutiérrez Sáenz de Buruaga |
| Yago Pico de Coaña           | Spanischer Botschafter in Wien 18. Mai 2013 bis 21. Juli 2017              | Juan Sunyé Mendía                  |
| Manuel María Valencia Alonso | Spanischer Botschafter in Peking 13. Oktober 2017 bis 7. September 2018    | Rafael Dezcallar de Mazarredo      |